# Fades Away (Avicii-sang)
Fades Away er en sang af den svenske DJ Avicii. Fades Away blev udgivet posthumt den 6. juni 2019, som den sidste sang fra albummet TIM. Den 5. december 2019, blev en anden version udgivet som single med tilnavnet (Tribute Concert Version). Den blev udgivet i anledningen af Avicii's hyldest concert, som blev afholdt den samme dag. Fades Away er skrevet af Tim Bergling (Avicii), Carl Falk, Joakim Berg og Joe Janiak.

## Baggrund
Fades Away blev produceret i begyndelsen af 2018, som en af de første sange han producerede i "Marts 2018" perioden. Sangen begyndte med linjen "Don't you love it how it all just fades away", som også er den sidste linje, der bliver sagt i albummet. Sangen var stadig en demo ved Berglings død, og store dele af sangen er derfor tilføjet posthumt. Hele droppet og også nogle af teksterne blev tilføjet af Carl Falk i 2019.
Album-versionen af Fades Away blev sunget af den svenske sangerinde Noonie Bao, som også samarbejdede med Bergling på hans single fra 2012, "I Could Be The One". Bergling ønskede angiveligt hende som sangskriver, og hendes vokaler blev derfor også tilføjet efter hans død.
Single-versionen af Fades Away blev sunget af den costa ricanske sangerinde MishCatt. Sangen blev første gang spillet til hans hyldest concert den 5. december 2019, hvor Fades Away fungerede som en temasang.